# 独联体自贸区
独联体自由贸易区（俄语：Зона свободной торговли СНГ (ЗСТ)）由俄罗斯、乌克兰、白俄罗斯、乌兹别克斯坦、摩尔多瓦、亚美尼亚、吉尔吉斯斯坦、哈萨克斯坦、塔吉克斯坦建立。其中，俄罗斯、亚美尼亚、白俄罗斯、哈萨克斯坦也是欧亚经济联盟的成员，组成了一个相对更加独立的经济体。

## 历史
1991年苏联解体后，独立国家联合体自由贸易协议被提上议程，于2011年10月18日由俄罗斯、乌克兰、白俄罗斯、哈萨克斯坦、吉尔吉斯斯坦、塔吉克斯坦、摩尔多瓦和亚美尼亚共同签署。协议替代了相关国家已有的双边和多边贸易协定。最初仅有俄罗斯、白俄罗斯和乌克兰批准条约内容，而哈萨克斯坦、亚美尼亚和摩尔多瓦则于2012年底完成批准。2013年12月，乌兹别克斯坦签署并批准条约，其余两国——吉尔吉斯斯坦和塔吉克斯坦也随后各于2014年1月和2015年12月完成批准工作。阿塞拜疆是唯一一个没有参加协议的独联体成员国。

## 欧盟与乌克兰贸易协定的争议
自2016年1月1日起，乌克兰与欧盟临时开始履行一份深度综合自由贸易协定。欧亚经济联盟成员国于2015年12月22日举行了会晤，讨论了该协议对欧盟商品可能通过乌克兰免税进入欧亚经济区的影响。各国同意在2016年晚些时候对乌克兰实施一项临时计划，对乌克兰进入欧亚经济区的货物进行海关检查；并长期建立一个通用信息系统来控制所有进入欧亚经济区关口的货物。尽管如此，俄罗斯依然在2015年12月中签署了一项法令，自2016年1月1日起终止与乌克兰的独联体自贸区协定。12月末，乌克兰政府以对俄进行贸易制裁作为回应，制裁于2016年1月2日生效。乌克兰与欧亚经济区内的其他自贸区成员国协议依然有效。

2022年11月1日，乌克兰最高拉达议员罗卡蓝娜·彼得拉萨递交了一份草案，废除于2011年10月18日签署的加入CISFTA的法案。在与总理什米加尔会晤后，她表态“是时候让我们的贸易去殖民化了。我们与所有独联体国家都有双边自贸协议，有古阿姆自贸协议，也像格鲁吉亚和摩尔多瓦一样申请加入泛欧元区医疗区域协议。有更好的工具为乌克兰的制造商服务。没有必要参加一个俄罗斯施加其规则，并以武力干预成员的条约”。
以下列出各国签署和批准的相关时间点：
| 国家     | 签署           | 生效           | 备注                         |
| -------- | -------------- | -------------- | ---------------------------- |
| 亞美尼亞 | 2011年10月18日 | 2012年10月17日 | 欧亚经济联盟成员国           |
| 白俄羅斯 | 2011年10月18日 | 2012年9月20日  | 欧亚经济联盟成员国           |
|          | 2011年10月18日 | 2012年12月8日  | 欧亚经济联盟成员国           |
|          | 2011年10月18日 | 2013年12月13日 | 欧亚经济联盟成员国           |
| 摩尔多瓦 | 2011年10月18日 | 2012年12月9日  | 欧亚经济联盟观察员国         |
| 俄羅斯   | 2011年10月18日 | 2012年9月20日  | 欧亚经济联盟成员国           |
|          | 2011年10月18日 | 2016年3月19日  |                              |
| 乌克兰   | 2011年10月18日 | 2012年9月20日  | 前独联体成员国，正在申请退出 |
|          | 2013年12月13日 | 2014年1月12日  | 欧亚经济联盟观察员国         |

### 脚注
1. ↑  自2016年1月2日起与乌克兰中断贸易关系
2. ↑  自2016年1月1日起与俄罗斯中断贸易关系

### 在线来源
1. ↑  CIS leaders sign free trade deal （页面存档备份，存于）, 2011-10-18
2. ↑  Russia’s Duma ratifies Eurasian Economic Union （页面存档备份，存于）, odessatalk.com. Retrieved 23 December 2014.
3. ↑  CIS Free Trade Agreement comes into force; Baker & McKenzi, Kyiv, Ukraine, Thursday, October 18, 2012 （页面存档备份，存于）, 2011-10-18
4. ↑  Kazakhstan ratified agreement on Free Trade zone （页面存档备份，存于） www.kaztag.kz. Retrieved 22 June 2018.
5. ↑  Armenia ratifies CIS free trade zone agreement （页面存档备份，存于）, arka.am. Retrieved 22 June 2018.
6. ↑  .   [2021-01-25]. （原始内容存档于2014-10-11）.
7. ↑  Uzbekistan joins CIS free trade zone （页面存档备份，存于）, azernews.az. Retrieved 23 December 2014.
8. ↑  Dushanbe ratifies agreement on CIS free trade area （页面存档备份，存于）, Vestnik Kavkaza. Retrieved 22 June 2018.
9. ↑  Tajikistan ratifies CIS Free Trade Zone Agreement （页面存档备份，存于）, AKIpress. Retrieved 22 June 2018
10. ↑  Belarus, Russia, Kazakhstan work out provisional scheme to control transit via Ukraine （页面存档备份，存于）, Belarus News. Retrieved 4 January 2016.
11. ↑  . Eurasian Business Briefing. 2015-12-17  [2015-12-24]. （原始内容存档于2015-12-25）.
12. ↑  Spotlight: EU-Ukraine trade deal triggers new round of economic clashes （页面存档备份，存于）, news.xinhuanet.com. Retrieved 4 January 2016.
13. ↑  . www.ukrinform.ua.   [2023-02-01]. （原始内容存档于2023-06-06） （乌克兰语）.
14. ↑  .   [2021-01-25]. （原始内容存档于2015-05-11）.
15. ↑  . www.europarl.europa.eu.   [2019-02-09]. （原始内容存档于2021-02-24） （英语）.